# Ash (Album)
Ash ist ein Jazzalbum von Mat Maneri. Die im Oktober 2021 entstandenen Aufnahmen erschienen am 11. August 2023 auf Sunnyside Records.

## Hintergrund
Auf dem Album arbeitet der Bratschist Mat Maneri mit dem Pianisten Lucian Ban, mit dem er zuvor mehrere Duo-Platten aufgenommen hatte, sowie mit dem Bassisten John Hébert und dem Schlagzeuger Randy Peterson, mit denen er seit Jahrzehnten aufnimmt und auftritt. Dies ist nach Dust aus dem Jahr 2021 der zweite Teil einer geplanten Trilogie des Quartetts. Ging es in Dust um die metaphysischen Aspekte des physischen Staubs, so geht es nun um die Aspekte der Asche. Maneri vergleicht dazu die Erinnerungen an seine Kindheit und Jugendzeit mit der Asche, die ein Feuer hinterlässt. Die Elemente dieser Erinnerungen sind in der Regel deutlich und dauerhaft, aber manchmal sind sie auch verblasst oder verschwommen.
Maneri rief das Quartett im Oktober 2021 zusammen, um im Studio Clubhouse in Rhinebeck vier Eigenkompositionen von Maneri, zwei Werke von Ban und eine kleine Suite aufzunehmen. Bans „Dust to Dust“ ist eine Erweiterung seiner Komposition „Mojave“ aus dem Dust-Album. Maneris „Earth“ nutzte eine Passage aus einer Improvisation seines Vaters, des 2009 verstorbenen Saxophonisten Joe Maneri, um die Melodie zu kreieren. Das Andante aus Johannes Brahms’ Sonate Nr. 1 in f-moll, Opus 120, prägte sich als Kind in Maneris Gedächtnis ein, als einer der Schüler seines Vaters, der Bratschist James Bergin, es immer wieder spielte. Hier nimmt Maneri Elemente des Stücks und verdreht sie, während er sich an sie erinnert, zu einer mikrotonalen Assemblage, die Maneri aus jahrzehntealten Erinnerungen an das Stück zusammengetragen hat. Die Aufnahme endet mit der Suite „Cold World Lullaby“, das drei separate Melodien verwendet, darunter eine vom Komponisten Sol Kaplan aus dem Film The Spy Who Came in from the Cold (1965), Bans „New World“ und ein sizilianisches Wiegenlied, das Maneris Großvater ihm früher vorsang bzw. spielte.
Zusätzlich zur Musik lieferte der Dichter Denver Buston im Booklet von Ash Beschreibungen der Musik.

## Titelliste
- Mat Maneri Quartet: Ash (Sunnyside Records SSC 1700)[2]

1. Ash 7:04
2. Dust to Dust (Lucian Ban) 10:10
3. Earth 7:54
4. Brahms 7:22
5. Glimmer (Lucian Ban) 5:22
6. Moon 7:37
7. Cold War Lullaby (Sol Kaplan/Lucian Ban/Traditional) 7:24

Wenn nicht anders vermerkt, stammen die Kompositionen von Mat Maneri.

## Rezeption
Ash vom Mat Maneri Quartet sei die Art von Jazz, der „das Dazwischen“ schätze, schrieb Larry Blumenfeld in The Wall Street Journal. Der Bratschist und seine Band würden sich weiterhin einer einfachen Kategorisierung entziehen, da sie aus ihrer vielfältigen Vergangenheit schöpfen und Genres von Klassik bis osteuropäischem Folk miteinander verknüpfen, was zu neuartigen Ergebnissen führe.
Der Bratschist Mat Maneri habe sich seit den 1990er-Jahren eine einzigartige Position im Jazz und in der improvisierten Musik erarbeitet, schrieb Phil Freeman in Stereogum/Ugly Beauty. Sein Spiel erforsche oft mikrotonale Frequenzen, die nur leicht abweichend klingen, als ob die von Natur aus schwankende Qualität gestrichener Saiten nur ein wenig verstärkt worden wäre. Aber sein Gespür für Melodien und sein Gespür für die Zusammenarbeit seien immer außerordentlich stark. Dies sei sanfte Musik, die dem Raum, in dem sie gespielt wird, Stille verleihe; bei „Glimmer“ würde sich Maneri so anhören, als müsse er sich erst zurechtfinden und dabei das Lied (und möglicherweise auch die Bratsche) erst erlernen, während Ban sich auf seine eigene Reise begebe und der Bassist und der Schlagzeuger ein Grollen und Rasseln erzeugten.